# Aquitanier
Als Aquitanier werden die nicht-keltischen Stämme bezeichnet, die in der frühgeschichtlichen Periode das Gebiet zwischen den Pyrenäen, dem Atlantik und der Garonne besiedelten. Die Nähe zu den keltischen Galliern führte zur Annäherung und schon in vorrömischer Zeit in gewisser Weise zur Verschmelzung beider Kulturen.
Zu den Aquitaniern zählten Auscer (Ausker), Bigerrionen, Elusaten, Konvener, Laktoraten, Sotiaten, Tarbeller, Tarusaten und Vasaten. Im Jahre 56 v. Chr. wurden sie von Crassus, einem Feldhauptmann Cäsars, besiegt und in kurzer Zeit romanisiert. Allerdings hielten sich die lokalen Traditionen im aquitanischen Raum länger als im übrigen Gallien. Seit Beginn des 5. Jahrhunderts siedelten die Römer hier die Westgoten an.

## Herkunft
Zur Herkunft der Aquitanier gibt es verschiedene Hypothesen. Der Stammesname des größten Stammes, der Ausker (lat. auscii), viele Götter- und Personennamen und wenige Ortsnamen (der Name Eliberris oder Elimberrum, das heutige Auch, ähnelt dem baskischen Hiriberria, neue Stadt) sowie andere Sprachreste in antiken Quellen deuten auf eine enge Verwandtschaft mit den heutigen Basken (Euskara = baskische Sprache, Euskaldunak = Basken ~ auscii?). Auch der Stammesname der Bigerrionen scheint von einer baskischen Wortzusammensetzung hergeleitet zu sein.
Schon Cäsar bemerkte, dass die Sprache der Stämme dieser Region von der der anderen Gallier abwich, und auch Strabo unterschied sie im Hinblick auf ihr physisches Erscheinungsbild und ihre Sprache strikt von denen des übrigen Gallien; sie seien eher den Iberern ähnlich. Vertreter dieser Auffassung gehen davon aus, dass die Aquitanier seit dem Neolithikum in der Region ansässig waren.
Andere Autoren gehen von einer Zuwanderung von der Iberischen Halbinsel bzw. von einer Zugehörigkeit zu den keltiberischen Stämmen aus; wieder andere bezeichnen zumindest einige der vielen historisch kaum greifbaren Stämme als Kelten.

## Wirtschaft
In der römischen Zeit sind der Zinnimport von den britischen Inseln und der Weinexport über die Garonne bezeugt. Den Sotiaten war offenbar der Bergbau bekannt.

## Römische Auxiliareinheiten
In der frühen Kaiserzeit wurden die folgenden Auxiliareinheiten auf dem Gebiet der Aquitanier rekrutiert:
- Cohors I Aquitanorum
- Cohors I Aquitanorum veterana
- Cohors I Aquitanorum Biturigum
- Cohors II Aquitanorum
- Cohors III Aquitanorum
- Cohors IV Aquitanorum